# Scyphosyce
Scyphosyce är ett släkte av mullbärsväxter. Scyphosyce ingår i familjen mullbärsväxter.
Kladogram enligt Catalogue of Life:
| Scyphosyce | \| \| Scyphosyce manniana \| \| \| \| \| \| Scyphosyce pandurata \| \| \| \| |
|            | \| \| Scyphosyce manniana \| \| \| \| \| \| Scyphosyce pandurata \| \| \| \| |
|            | Scyphosyce manniana                                                          |
|            |                                                                              |
|            | Scyphosyce pandurata                                                         |
|            |                                                                              |